# Arzama anoa
Arzama anoa là một loài bướm đêm trong họ Noctuidae.